# Grup Residencial Escorial
El Grup Residencial Escorial és una obra racionalista de Barcelona inclosa a l'Inventari del Patrimoni Arquitectònic de Catalunya.

## Descripció
Grup compost per quatre blocs d'habitatges de poca profunditat edificable, presentat com una alternativa a l'illa de cases tancada, connectant els carrers amb l'espai interior públic que elimina els patis interiors. Permet que la llum solar cobreixi tots els habitatges i una millor ventilació de les habitacions. L'edifici de més alçada és de nou pisos i consta de 92 apartaments, mentre que els altres són de sis pisos. El conjunt es delimita per quatre carrers, el més important dels quals és el carrer Escorial. Aquest grup d'habitatges planteja un nou esquema d'organització d'edificis en bloc, particular dels models de ciutat impulsats pel Moviment Modern.
Les edificacions es distribueixen en els llindars longitudinalment als carrers per a mantenir el seu caràcter de carrers corredors. L'estructura dels edificis comporta la penetració visual des del carrer a l'interior del conjunt i en conseqüència s'estableix una certa unitat del barri.

## Història
Aquest grup d'habitatges és segurament el primer exemple d'aquesta categoria d'urbanisme de blocs que es va prolongar durant el franquisme amb la construcció dels polígons d'habitatge. A més, els mètodes constructius emprats cerquen la industrialització i fan d'aquest conjunt un exemple de molts dels models de ciutat que el seguiran al llarg del segle. Aquest caràcter pioner l'ha convertit en referent, exemple i objecte d'estudi per molts treballs acadèmics, i li va fer guanyar el Premi FAD d'Arquitectura el 1962.